# 拉賈布爾烏帕齊拉
拉賈布爾乌帕齐拉是孟加拉国恰洛加蒂縣的一个乌帕齐拉，位於巴里薩爾专区的恰洛加蒂縣。

## 人口
據1991年孟加拉國人口普查，拉賈布爾共有戶數28,131戶，人口143659人。其中男性佔比49.93%，女性佔比50.07%；成年人口72,392人。該地7歲以上人口之平均識字率為52.7%。